# Christian Zübert
Pour les articles homonymes, voir Zubert.
Ne doit pas être confondu avec Christian Zuber.
Christian Zübert (né le 27 août 1973 à Wurtzbourg) est un scénariste et réalisateur allemand.

## Biographie
Zübert étudie à l'université de Wurtzbourg six semestres, en dilettante selon lui. Après ses études, il devient scénariste essentiellement pour la télévision. Le producteur et réalisateur Sönke Wortmann le persuade de réaliser le film Allô pizza après en avoir écrit le scénario. Il devient connu du grand public.
En 2004, il met en scène Der Schatz der weißen Falken, un film d'aventures pour la jeunesse. Il reçoit autant de public que le premier et est récompensé par la critique.
Après plusieurs téléfilms, il revient au cinéma avec Trois quarts de lune, sorti en octobre 2011. La tragi-comédie fait 400 000 spectateurs et est nommé plusieurs fois au Deutscher Filmpreis. La même année, il reçoit deux fois le prix Adolf-Grimme comme scénariste de Neue Vahr Süd et comme réalisateur de Tatort: Nie wieder frei sein.
En 2013, il sort de nouveau une tragi-comédie au cinéma, Hin und weg, qui atteint 300 000 spectateurs.
Avec le drame germano-grec Ein Atem, présenté en 2015, Zübert est sélectionné pour la deuxième fois au Festival international du film de Toronto.

## Filmographie
Cinéma
- 2001 : Allô pizza
- 2001 : Girls and Sex (scénario avec Maggie Peren)
- 2005 : Der Schatz der weißen Falken
- 2007 : Vollidiot (scénario)
- 2007 : Die rote Zora (scénario)
- 2008 : Hardcover
- 2009 : Hangtime (scénario avec Heinrich Hadding)
- 2011 : Trois quarts de lune (réalisation et scénario)
- 2013 : Dampfnudelblues (scénario)
- 2014 : Hin und weg (réalisation et scénario)
- 2015 : Ein Atem (réalisation et scénario)
- 2019 : L'Affaire Collini
- 2025 : Exterritorial

Téléfilms
- 2003 : Echte Männer?
- 2005 : Geile Zeiten (scénario)
- 2010 : Neue Vahr Süd (scénario)

Séries télévisées
- 1998-2001 : Le Clown (scénario)
- 2002-2006 : Absolut das Leben
- 2010 : Berlin Brigade Criminelle (réalisation : pilote et deux épisodes)
- 2010 : Tatort: Nie wieder frei sein (réalisation)

## Source de la traduction
- (de) Cet article est partiellement ou en totalité issu de l’article de Wikipédia en allemand intitulé « Christian Zübert » (voir la liste des auteurs).